# 小豆島中継局
小豆島中継局（しょうどしまちゅうけいきょく）は香川県小豆島町向山に位置するテレビジョン放送の大規模中継局で、香川県東部（東讃地区）の基幹中継局である。なおここではNHKアナログ放送において同じ役割をしていて同町四方指（美しの原）にある小豆島四方指中継局についても記述する。

## 放送区域
地上デジタル放送におけるこの送信所の電波法に定める放送区域（1mV/m）は香川県高松市、さぬき市、東かがわ市及び小豆島町の各一部、約1万7000世帯である。
小豆島中継局の場合、地上アナログ放送におけるこの送信所の電波法に定める放送区域（3mV/m）は香川県高松市（旧牟礼町、旧庵治町）、東かがわ市、さぬき市、小豆島町、徳島県鳴門市の各一部、約1万803世帯である。
また小豆島四方指中継局の場合は位置する標高が高いこともあってかなりの範囲に電波が飛んでおり、電波法に定める放送区域（3mV/m）は香川県高松市、丸亀市、さぬき市、東かがわ市、小豆郡、香川郡、徳島県鳴門市、岡山県岡山市、倉敷市、玉野市、瀬戸内市及び兵庫県南あわじ市の各一部に及ぶ。
放送区域はアナログ放送とデジタル放送とでほぼ同じであるが、デジタル放送では区域外の徳島県への電波の飛びは抑えられている。
主な受信世帯は小豆島内海湾の湾岸一帯のほか香川県本土、庵治半島以東の沿岸部一帯広範囲に及ぶ。アナログ放送においてこの地方の沿岸部では区域外である近畿広域圏のテレビ放送との関係が深く、その中でこの中継局は地元局を視聴してもらうための最東部に位置する大規模中継局である。

## 歴史
- 1975年（昭和50年）11月15日 - KSB瀬戸内海放送旧小豆島中継局開局。（25ch、出力1kW）
  - この時の設置場所から当時区域外であった対岸の岡山県向けの中継局としての性格があった。
- 1976年（昭和51年）6月25日 -  RNC西日本放送旧内海中継局開局（62ch、出力10W）[1]。
- 1979年（昭和54年）2月1日 - KSB旧小豆島中継局の出力を5kWに増力。指向性を岡山県内向けに開放し本格的に岡山県への放送を開始。
- 1984年（昭和59年）10月1日 - KSBの金甲山送信所親局設置に伴い、旧小豆島中継局を廃し新小豆島中継局開局。設置場所を変更した上で出力を減力（5kW→300W）しチャンネル変更（25ch→57ch）。
  - KSB旧小豆島中継局で使用されていた25chはそのまま金甲山親局のチャンネルとなった。
  - 開局以来岡山県向けの中継局としての性格を持っていたが、この設置場所変更で完全に香川県内用の中継局となった。
- 1986年（昭和61年）3月27日 - RSK山陽放送・OHK岡山放送・RNC小豆島中継局開局。RNCは親局の金甲山移転に伴い予想される難視聴対策局として旧内海中継局を出力増強し開局。[2]
- 1991年（平成3年）10月18日 - TSCテレビせとうち小豆島中継局開局[3]。
- 2003年（平成15年）8月1日 - アナアナ変換対策開始に伴い、向山の小豆島中継局が新アナログチャンネル放送開始。
  - これに伴いNHKアナログ総合テレビ小豆島局が新規開局。
- 2003年（平成15年）10月20日 - アナアナ変換に関わる小豆島中継局の旧アナログチャンネル停波。
  - これに伴い、同じ向山に置かれていたNHKアナログ総合テレビ内海局（50ch、10W）が廃局となった。
- 2005年（平成17年）6月1日 - アナアナ変換対策開始に伴い、美しの原のNHK総合テレビ小豆島四方指中継局（旧名・小豆島中継局）が新アナログチャンネル放送開始。
- 2006年（平成18年）3月27日 - アナアナ変換に関わる小豆島四方指中継局の旧アナログチャンネル停波。
- 2007年（平成19年）12月18日 - 総務省より小豆島中継局放送事業者各社にデジタル放送予備免許交付。
- 2008年（平成20年）2月1日 -全局地上デジタル放送本放送開始。

### アナアナ変換
この2つの中継局もデジタル放送開始にあわせて全国的に行われた現行アナログチャンネルの移行、いわゆる「アナアナ変換」の対象となり、小豆島中継局は2003年8月1日より対策を開始、2003年10月20日には旧チャンネルを停波し新チャンネルに移行、小豆島四方指中継局は2005年6月1日より対策を開始、2006年3月27日には旧チャンネルを停波し新チャンネルに移行した。
対象となったアナログチャンネルは小豆島中継局がNHK高松総合（新設→40ch）、NHK高松教育（21ch→43ch）、RSK山陽放送（17ch→49ch）である。小豆島四方指中継局はNHK高松総合（27ch→53ch）が変更された上で出力も減力された（1kW→300W）。
このアナアナ変換は小豆島中継局の場合、この地域で地上デジタル放送が開始されるかなり前に行われている。これは近畿広域圏で地上デシタル放送を開始するにあたり、スピルオーバーした電波がこの地域でアナログ放送に混信をもたらす可能性があることから行われたものである。

### デジタル放送
アナアナ変換は2003年に行われているが、この中継局で地上デジタル放送が開始されたのはそれから5年近く後である。ただ金甲山親局及び前田山からは2006年12月1日よりデジタル波が出ているので、沿岸部など一部地域ではデジタル放送が視聴できた地域がある。
小豆島中継局は西讃岐中継局に次いで香川県内3局目のデジタル化で、2007年12月18日に総務省より予備免許交付、順次試験放送を開始し、翌年2008年2月1日に本放送を開始した。
物理チャンネルはローチャンネル帯とハイチャンネル帯が混在しているので、UHFアンテナはオールバンド用を使用して受信する必要がある。なお香川県内でデジタルテレビの受信に必要な基幹局（金甲山送信所《NHK岡山を除く》北讃岐中継局、前田山送信所、西讃岐中継局）ではローチャンネル帯に加え唯一ハイチャンネル帯を使用している。

## 施設
中継局は全局が小豆島町にあるが、位置する標高は小豆島中継局が198.2メートルなのに対し、小豆島四方指中継局（旧小豆島中継局）は753メートルと本土も含めた香川県内で最高所に位置するテレビ送信所でもある。

### 小豆島中継局
- 所在地：香川県小豆郡小豆島町坂手字麻尾乙

地上デジタル放送及びアナログ放送全局が送信している。設置場所は香川県小豆郡小豆島町内海地区の向山である。向山は小豆島南東部に位置し標高は198.2メートルで、内海湾と外海を隔てる田浦半島の付根に聳える。

### 小豆島四方指中継局
- 所在地：香川県小豆郡小豆島町中山

NHK高松総合テレビが地上アナログ放送を送信している。設置場所は香川県小豆郡小豆島町池田地区にある四方指（標高776.1メートル）山頂の西側、標高753メートルの峰である。この一帯は美しの原と呼ばれ、小豆島の中央部に位置する。
アナアナ変換開始前はこちらが小豆島中継局であり、向山に置かれていたNHK総合テレビは内海中継局という名称であった。

## 送信施設概要
デジタルテレビ
| リモコンキーID                                                            | 放送局名          | 物理チャンネル | 空中線電力 | ERP  | 放送対象地域   | 放送区域内世帯数 |
| ------------------------------------------------------------------------- | ----------------- | -------------- | ---------- | ---- | -------------- | ---------------- |
| 1                                                                         | NHK高松総合テレビ | 38ch           | 30W        | 750W | 香川県         | 約1万7千世帯     |
| 2                                                                         | NHK高松教育テレビ | 51ch           | 30W        | 750W | 全国放送       | 約1万7千世帯     |
| 4                                                                         | RNC西日本放送     | 20ch           | 30W        | 750W | 岡山県・香川県 | 約1万7千世帯     |
| 5                                                                         | KSB瀬戸内海放送   | 30ch           | 30W        | 750W | 岡山県・香川県 | 約1万7千世帯     |
| 6                                                                         | RSK山陽放送       | 21ch           | 30W        | 740W | 岡山県・香川県 | 約1万7千世帯     |
| 7                                                                         | TSCテレビせとうち | 46ch           | 30W        | 750W | 岡山県・香川県 | 約1万7千世帯     |
| 8                                                                         | OHK岡山放送       | 27ch           | 30W        | 760W | 岡山県・香川県 | 約1万7千世帯     |
| ※全局局名は小豆島局 ※全局に指向性あり ※中継局であるためコールサインはない |                   |                |            |      |                |                  |

アナログテレビ
| ch | 放送局名                        | 空中線電力        | ERP                 | 放送対象地域   | 放送区域内世帯数 | 設置場所 |
| --- | ------------------------------- | ----------------- | ------------------- | -------------- | ---------------- | -------- |
| 40- | NHK高松総合テレビ小豆島局       | 映像300W/ 音声75W | 映像8.7kW/音声2.2kW | 香川県         | 1万803世帯       | 向山     |
| 43- | NHK高松教育テレビ小豆島局       | 映像300W/ 音声75W | 映像8.7kW/音声2.2kW | 全国放送       | 1万803世帯       | 向山     |
| 49- | RSK山陽放送小豆島局             | 映像300W/ 音声75W | 映像8.7kW/音声2.2kW | 岡山県・香川県 | 1万803世帯       | 向山     |
| 53- | NHK高松総合テレビ小豆島四方指局 | 映像300W/ 音声75W | 映像9.5kW/音声2.4kW | 香川県         | -                | 美しの原 |
| 55+ | TSCテレビせとうち小豆島局       | 映像300W/ 音声75W | 映像8.7kW/音声2.2kW | 岡山県・香川県 | 1万803世帯       | 向山     |
| 57+ | KSB瀬戸内海放送小豆島局         | 映像300W/ 音声75W | 映像8.7kW/音声2.2kW | 岡山県・香川県 | 1万803世帯       | 向山     |
| 59+ | OHK岡山放送小豆島局             | 映像300W/ 音声75W | 映像8.7kW/音声2.2kW | 岡山県・香川県 | 1万803世帯       | 向山     |
| 61+ | RNC西日本放送小豆島局           | 映像300W/ 音声75W | 映像8.7kW/音声2.2kW | 岡山県・香川県 | 1万803世帯       | 向山     |
| ※全局に指向性あり ※中継局であるためコールサインは無い ※チャンネルはアナアナ変換後のもの ※40ch、43ch、49ch、53chはオフセット-10kHz局※55ch、57ch、59ch、61chはオフセット+10kHz局 |                                 |                   |                     |                |                  |          |